# Nasonovia vannesii
Nasonovia vannesii är en insektsart. Nasonovia vannesii ingår i släktet Nasonovia och familjen långrörsbladlöss. Inga underarter finns listade i Catalogue of Life.